# Тийрик, Кристьян
Кристьян Тийрик (эст. Kristjan Tiirik; 25 августа 1982, Тарту) — эстонский футболист, нападающий, тренер.

## Биография
В детстве помимо футбола занимался дзюдо. Воспитанник Тартуской футбольной школы («Тарту Ялгпалликоол»). В сезоне 1997/98 начал выступать за старшую команду школы в низших дивизионах чемпионата Эстонии. В 2000 году играл в первой лиге за «Лелле».
В 2001 году вернулся в Тарту и стал выступать за «Таммеку». В первом же сезоне стал победителем зонального турнира второй лиги и его лучшим бомбардиром с 20 голами. В 2003 году занял второе место в споре бомбардиров первой лиги с 20 голами, а в 2004 году со своим клубом победил в турнире первой лиги. Затем в течение четырёх сезонов выступал за «Таммеку» в высшем дивизионе Эстонии, был основным форвардом и капитаном клуба. В 2008 году стал финалистом Кубка Эстонии.
Весной 2009 года выступал за «Транс», забил один гол в 13 матчах и уже в мае покинул команду. Затем выступал в соревнованиях по мини-футболу, а с 2010 года играл на любительском уровне за клуб «Луунья».
В 2011—2012 годах работал главным тренером «Таммеки». В 2011 году команда заняла седьмое место среди 10 участников, а в 2012 году — последнее, но Тийрик ещё в середине сезона ушёл с поста тренера. В то же время он возобновил карьеру игрока и выступал за свой клуб до 2016 года.
Ещё в период игровой карьеры вошёл в правление «Таммеки» и одно время занимал должность президента. Также работал ассистентом главного тренера и возглавлял юношеские команды клуба.
Всего за «Таммеку» сыграл во всех дивизионах 373 матча и забил 140 голов. В высшей лиге в составе «Таммеки» и «Транса» сыграл 293 матча и забил 79 голов.
В 2017 году был кандидатом на местных выборах от Партии реформ.

## Достижения
- Финалист Кубка Эстонии: 2008
- Победитель Первой лиги Эстонии: 2004